# ヤング・パンクス
ヤング・パンクス（英: The Young Punx）は、イギリスのエレクトロニック・ミュージック・バンド。2006年デビュー。イングランド・ロンドン出身。

## 概略
ハル・リットソン（Hal Ritson）とカム・ソーンダース（Cameron Saunders）のプロデューサーユニットとして2000年初頭から活動を開始し、メジャー・レーベルも含め各方面から依頼されたリミックスを手掛けるスタジオワークの一方で、DJ活動やダンス・アクトとしてのライヴ活動も展開。
日本では、2007年のサマーソニックに出演し、2006年、2008年、2009年、2011年にNANO-MUGEN FES.に出演。また、ASIAN KUNG-FU GENERATION、浜崎あゆみなどのリミックスも行う。
2010年7月、マッシュアップを中心としたアルバム『マッシュポップ・アンド・パンクステップ（英: Mashpop and Punkstep）』を発売。
2014年2月、アルバム『愛は蜃気楼のように（英: All These Things Are Gone）』を発売。

## 音楽性
派手でキャッチーなブレイクビーツを基盤に、ハード・ロック的なギターバンドのアンサンブル、加えてグライム中心のヒップホップグルーヴまで何でも取り込む雑多で折衷主義的な、ひたすらにパーティ要素を追求したダンス・サウンドで頭角を表す。ライヴではDJ+ギター・バンド+ゲスト・ヴォーカル＆MCといった大所帯のアクトを構成し、着ぐるみや被り物によるコスチューム・パフォーマンスも行う。

## ディスコグラフィ

### スタジオ・アルバム
- ユア・ミュージック・イズ・キリング・ミー（英: Your Music Is Killing Me、2007年7月11日、avex trax）
- ワン・ポイント・ファイヴ（日本限定、2008年7月2日、avex trax）
- マッシュポップ・アンド・パンクステップ（英: Mashpop and Punkstep、2010年7月7日、avex trax）
- 愛は蜃気楼のように（英: All These Things Are Gone、2014年2月12日、MofoHifi Records Japan）

### 参加作品
- 『エレクトロ・ビッチ』（コンピレーション・アルバム、2009年9月16日、avex trax）

女性ヴォーカル･エレクトロを集めたコンピレーション・アルバム。
- 『TOKYO GIRLS COLLECTION 10th Anniversary Runway Anthem』（コンピレーション・アルバム、2010年2月24日、フォーライフミュージックエンタテイメント）

東京ガールズコレクションで使用されたランウェイ・ミュージックのコンピレーション・アルバム。
- DJハローキティ - 『Everybody Dance!』（ミックスCD、2011年4月27日、エイベックス・マーケティング）

## タイアップ
- 人志松本の○○な話 - 「Wake up, make up, bring it up, shake up」

『ユア・ミュージック・イズ・キリング・ミー』収録曲